# Slaget ved Mysunde
|  | For slaget i 1. slesvigske krig i 1850, se Slaget ved Mysunde 1850. |
Slaget ved Mysunde nær Slesvig by var den første større træfning i 2. slesvigske krig, hvor det lykkedes danskerne at afvise et preussisk angreb den 2. februar 1864. På samme sted var det allerede den 12. september 1850 lykkedes at afvise et slesvig-holstensk angreb under 1. slesvigske krig. Mysundes militærstrategiske betydning lå i dens position som overfartssted over Slien til Angel. Friedrich von Wrangel havde derfor som instruks at overskride Slien ved Mysunde hurtigst muligt. Stillingen i Mysunde udgjorde et brohoved ved Dannevirkes østlige fløj, som ved erobring ville give mulighed for at omgå resten af Dannevirkestillingen. 

## Optakt
Wrangel overskred med sine tropper Ejderen den 1. februar. Han lod med bud overbringe en "summation" til den danske overgeneral, Christian de Meza, hvori det krævedes, at de danske tropper rømmede Slesvig, hvis Danmark ville undgå, at Østrig-Preussen anvendte "alle til rådighed stående midler til at genoprette status quo og sikre hertugdømmet Slesvigs forfatningsmæssige rettigheder." De Meza afslog uden at konsultere politikerne i København, idet hans instruks krævede et forsvar af Dannevirkestillingen.

## Forløb
Kort før 2. slesvigske krigs udbrud i januar 1864 var skanserne ved Dannevirke blevet forstærkede. En forpost og fire skanser ved Mysunde kunne rumme et kompagni, ca. 2500 mand. Den 2. februar fik Prins Friedrich Karl ordre til at angribe skanserne ved Kokketorf, et par kilometer syd for Mysunde, men da de var forladte, angreb den preussiske forpost Mysunde i stedet. Angriberne var i overtal. Friedrich Karl rådede ifølge flere kilder over ca. 10000 mand. De medbragte 64 feltkanoner, mens danskerne rådede over 20. Alligevel lykkedes det det danske artilleri at slå angrebet tilbage efter ca. otte timers kamp. Den preussiske hær angreb i tåge og finregn, hvilket forsinkede fremrykningen, men samtidig gjorde overraskelsesmomentet større. Til dansk fordel talte også, at den angribende part havde svært ved at få sigte og derfor ramte mange skud forbi de tiltænkte mål.Trods ca. 4500 afgivne skud mod skanserne, led disse kun ubetydelig skade.  Danskerne overdængede modstanderen med kardæsker i næsten 8 timer. indtil den angribende part rykkede tilbage. Ved Ornum Mølle hejste prøjserne det hvide flag og der blev udsendt forhandlere, som enedes om en våbenstilstand, således at parterne kunne tage sig af de døde og sårede.  Tabene blev opgjort til 39 danske og 38 tyske tab, mens begge parter havde ca. 100 sårede eller savnede.  Det var dog en kortvarig dansk triumf, idet Østrigerne allerede dagen efter erobrede terrænet omkring Kongshøj, centralt foran Dannevirkestillingen. Forsinkelsen havde hindret den prøjsiske plan og gav danskerne en mulighed for at reorganisere tropperne. Den prøjsiske kronprins skrev i sin dagbog, at tilbageslaget var et tegn på, at hans officerer undervurderede fjendens forsvar og opfattede retræten som et nederlag.. Forsinkelsen af den tyske offensiv gav general Christian de Meza muligheden for om morgenen den 5. februar at beslutte at trække hele den danske styrke tilbage fra Dannevirke – en retræte, der af Buk-Swienty (2008) blev betegnet som "den mest enestående præstation, en dansk hær har ydet."

## Ekstern kilder/henvisninger
- Kampen om Mysunde i 1864 (på hjemmesiden Dansk Militærhistorie)

54°31′10″N 9°43′13″Ø / 54.519528°N 9.720361°Ø